# تاس‌ماهی چینی
تاس‌ماهی چینی (نام علمی: Acipenser sinensis) نام یک گونه از تیره ماهیان خاویاری است.